# Yehudah Halevi
Yehudah Ben Samuel Halevi (en hebreo: יהודה הלוי Yehuda ha-Levi; o en árabe: أبو الحسن يهوذا اللاوي‎ Abū al-Ḥasan Yahūḏā ibn al-lāwī, entre los árabes; Judá Leví en Occidente), nació en Tudela, ca. 1070/75, y muere en Jerusalén, c. 1141. Filósofo y médico sefardí y, sobre todo, junto con Ibn Gabirol (Avicebrón) y Samuel ibn Nagrella, uno de los poetas judíos más excelsos de la literatura hispanohebrea, inventor del género sionida, expresión de amor por la Jerusalén lejana; su obra poética fue tanto religiosa como profana.

## Biografía
Los datos sobre su vida son difusos. Muy joven, recibiría el influjo de la vida cultural de la musulmana taifa de Zaragoza, regida entonces por los Banu Hud, y en cuya corte literaria se encontraban intelectuales judíos, como Selomoh ibn Gabirol, ibn Yannah, Bahya ibn Paquda, Leví ibn Tabban, poetas y pensadores, y el botánico ibn Buklaris. A ello hay que añadir que, coetáneamente a Ibn Nagrella en Granada, en Zaragoza el cargo de visir estuvo ocupado por judíos: Yekutiel ben Isaq (bajo Al-Mundir II) y Abu al-Fadl ibn Hasdai (bajo Al-Muqtadir, Al-Mu'tamin y Al-Musta'in II). 
También era muy amigo del rabino Joseph ibn Migash cabeza de la Yeshivá o escuela Talmúdica de la ciudad de Eli-Hossana, la actual Lucena, en la provincia de Córdoba.
Mozo aún, para pasar a Andalucía tuvo que atravesar Castilla. De Córdoba se dirigió a Granada, donde Moseh ibn Ezra ocupaba un puesto importante y lo mandó llamar. Los disturbios políticos de al-Ándalus lo obligaron a volver a la España cristiana, asentándose en Toledo, donde trabó amistad con el magnate de Alfonso VI, Yosef ibn Ferrusel (Cidellus), funcionario de Alfonso VI, quien lo protege, y de esa época es la jarcha en romance escrita con motivo de la reconquista de Guadalajara en 1080. El empleo de versos de la lengua popular rematando una composición literaria era hábito frecuente en al-Ándalus entre los poetas arabigo-andaluces. 
Habiendo sido discípulo de Yishaq Al-Fasi, uno de los más famosos talmudistas de al-Ándalus y maestro del anteriormente mencionado Josep ibn Migash al que colocó al frente de la Gran Escuela tanto religiosa como de gramática que existió en La Perla de Sefarad (Lucena), conocía en profundidad la Biblia hebrea, la literatura rabínica, la poesía árabe, la filosofía griega y la medicina.
En su estancia en Toledo escribió Diván (Dìwan), una colección de poemas profanos escritos en hebreo, en los que hace un canto a la amistad, el amor y la naturaleza. En esta obra incluye también poemas religiosos que posteriormente se emplearían en la liturgia judía, en los que expresa su anhelo de Dios y Sion y su esperanza en la redención mesiánica del pueblo judío. Escribió también el Libro del Jazar (El Kuzari), diálogo en árabe en el que explica el judaísmo a un converso jázaro.
Después de 1108 parece que Yehudah volvió a Córdoba, cuando el poderío almorávide se desmoronaba. A pesar de la situación insegura de los judíos, no quiso regresar a Toledo, donde había ejercido la medicina entre los cristianos, y decidió seguir la ruta que se había marcado en una obra compuesta entre 1130 y 1140, El Kuzarí, en defensa del judaísmo, y partió hacia Tierra Santa en el año 1141 aproximadamente, debido al deterioro del trato de los judíos en la Península por parte de los moros, y su anhelo de que los judíos retornaran a Sion. No es seguro, sin embargo, que el autor de tantos suspiros por Sion llegara a su destino. Varios años se quedó muy cerca, en El Cairo, festejado por los notables judíos de la ciudad. La idea de Yehudah asaltado y muerto por un bandido a las puertas de Jerusalén mientras recitaba una siónida no es más que una bella leyenda; se ha datado el año de su muerte hacia 1141.

## Su poesía
Está considerado como el mejor poeta medieval en lengua hebrea y el académico José de la Fuente Salvat lo presenta como "el mejor poeta judío de todos los tiempos", tanto por su lírica religiosa como por su obra apologética. Su obra poética es muy extensa, inspirándose en los temas más variados: el amor, la amistad y el mar. Del Diwan escrito en Toledo se convervan panegíricos, cantos de boda, elegías y composiciones autobiográficas. 
Poeta culto, autor de una poesía lírica rica en metáforas y descripciones, donde abundan las reflexiones filosóficas y religiosas. Utiliza diversas métricas y estrofas. Son famosas algunas de sus jarchas profanas escritas en el naciente romance, al final de las moaxajas y de gueulot y ahavot de temática religiosa, entre las que destaca El Quesudá o Himno de la creación:
¡Dios mío! ¿Con qué te compararé,
si semejanza no hay en ti?
¿Con qué te asimilaré,
si toda forma es estampa de tu sello?
Enaltecido estás sobre toda potencia,
y te sublimaste por encima de todo pensamiento.
¿La palabra de quién te ha contenido?
¿Y la lengua de quién te ha comprendido?
¿Acaso habrá corazón que te haya alcanzado
y ojo que te haya divisado? (Himno de la Creación, I, v. 1-10)
También es famosa su descripción de una tempestad en el mar, cuando viajaba hacia Egipto. Fue el creador del género poético-religioso de las Siónidas. 
Su pensamiento es muy interesante por confluir en él las civilizaciones hebrea, árabe y cristiana, y porque representa la posición judía ortodoxa frente a las religiones cristiana y musulmana, pero también frente al pensamiento filosófico-teológico de origen griego.

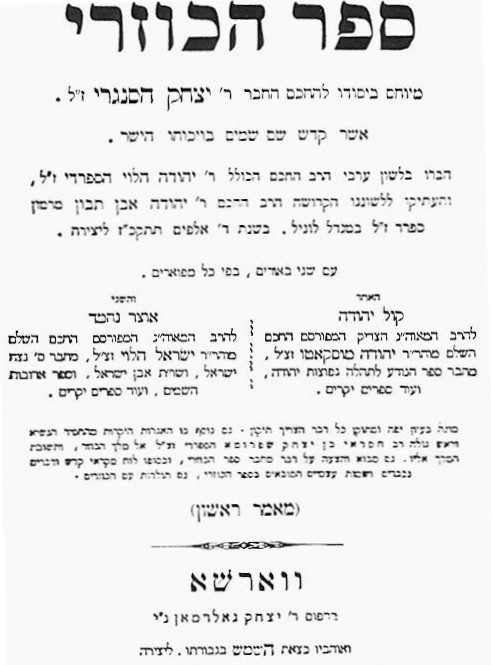
El Kuzarí. Traducción al hebreo por Yehuda ibn Tibbon. Edición de 1880. Varsovia.

Su principal obra es el llamado El Kuzari o, en su texto árabe original, Kitab alhuyya wa-l-dalil fi nusr al-din al-dalil, es decir, Libro de la prueba y del fundamento sobre la defensa de la religión menospreciada, escrito entre 1130-1140, y compuesto de cinco discursos. El nombre dado al libro, El Kuzarí, se debe a que el autor presenta en su obra a un rey pagano —el rey de los Jázaros— que quiere conocer la verdadera religión y que, tras acudir a filósofos aristotélicos, a cristianos y a musulmanes, solo encuentra la verdad en las fuentes bíblicas del judaísmo, de las que ya le habían hablado, pero que solamente un sabio judío ortodoxo le revela en toda su verdad e integridad. Así, hace una apología del judaísmo y de lo que llama «la verdadera revelación» y, aun siendo una obra de carácter principalmente edificante y apologético, abundan en ella los conceptos teológicos y filosóficos. Constituye un extraordinario compendio de tradiciones orales y costumbres semitas. 
La facilidad de improvisación poética, la hondura del pensamiento y el acendrado amor al judaísmo son las notas más características de Yehudah. Hombre de carácter amable, era bien recibido en todas partes y hacía la delicia de los contertulios por su facilidad para componer versos de tema o rima forzada; esta era una habilidad muy estimada entre los árabes, que gustaban de organizar competiciones de improvisación en sus tertulias literarias, e igualmente lo fue entre los judíos españoles, fuertemente arabizados. 
Durante el califato de Córdoba, Dunas ben Labrat había introducido en la poesía hebrea la métrica árabe y la temática profana, anacreóntica, de la escuela de Bagdad, llamada «moderna» para distinguirla de la antigua beduina preislámica. En esta poesía «moderna» se cantaba la hermosura masculina y femenina, la belleza de las flores, la alegría del vino y el placer de los banquetes, y tiene numerosas poesías hebreas de este género, aunque sin llegar a la procacidad de algunos autores árabes, norma de moderación que en general siguieron todos los poetas hispano-hebreos.
Con el paso del tiempo empiezan a abundar en Yehudah las elegías por los amigos que mueren y se imponen los temas filosóficos y religiosos. El género zuhd de los árabes, cargado de tópicos sobre el desprecio del mundo y el elogio del ascetismo, está en frase de Millás Vallicrosa, «entonado por una emoción bíblica» y no falta la influencia de la poesía moral de Ibn Gabirol. El tema mesiánico se hace más presente con la ocupación por los cruzados de Jerusalén y la aparición en Córdoba del falso mesías Moseh Drai, en 1130, la fecha precisamente que había soñado Yehudah como la del comienzo de la Edad mesiánica, probablemente influido por el científico Abraham bar Hiyya que la había calculado para 1135. Un siglo después, Nahmánides haría otro cálculo semejante. 
El amor a Sion llevó a Yehudah a dirigirse a Tierra Santa y en su viaje marítimo compuso una serie de poesías sobre el mar. Llegado a Alejandría, encontró excelente acogida y, aunque al cabo de mucho tiempo prosiguió su viaje hasta Damieta, se quedó allí cerca de dos años y volvió a El Cairo. Su estancia en Egipto revivió en él el gusto por la poesía profana, que alternó con la de nostalgias por Tierra Santa.
Como otros grandes poetas de su época (entre los que se cuentan grandes rabinos y eruditos de la época, líderes de la comunidad como Ibn Gabirol, Semuel ibn Nagrella o Moses ibn Ezra), Halevi cultivó la poesía homoerótica, género que era habitual tanto entre los poetas hispanohebreos del «Siglo de Oro» de la literatura hispanohebrea como entre sus coetáneos musulmanes.

## Géneros poéticos
Yehudah es el creador del género sionida, poesía generalmente de forma qasida, en la que se manifiesta un ardiente deseo de encontrarse en Jerusalén. Cultivó también un género ya existente, el de la ahabah o amor entre Dios, amante esposo, y del pueblo elegido, la amada al modo del Cantar de los Cantares. Entre otras poesías de carácter religioso, también, figuran las de lamentación por el destierro, geulah, y los himnos de alabanza al Creador. En ese tipo de poesía había sobresalido Selomoh ibn Gabirol con su Corona real (Kéter Malkut), imbuida de filosofía neo-platónica y conocimientos astronómicos; Yehudah tiene menos fuerza filosófica y menos cientifismo, pues le interesa más la Biblia que la Filosofía y las Ciencias, pero gana en lenguaje poético y sentimiento religioso, como se ven en su famoso Himno de la Creación, de una perfección clásica. El desapego por la filosofía está patente en su obra apologética titulada Kuzari, en la que ante el rey de los jázares defienden sus creencias respectivas un filósofo, un cristiano, un musulmán y un judío, que será el que logre convencer al rey. 

## Obras sobre religión judía
Para Yehudah la prueba de la verdad de la religión judía no está en razones filosóficas, sino en los hechos históricos de la Revelación y los milagros hechos por Dios al pueblo judío, que posee la fuerza divina impresa por Dios a Adán y que se fue transmitiendo a un solo hombre de cada generación hasta llegar al patriarca Jacob, que la transmitió a todos sus descendientes. Esta teoría era de origen musulmán, no judío, aunque ya la utilizó Abraham bar Hiyya. Para los musulmanes, la luz divina se transmitió de generación en generación hasta llegar a Mahoma. En última instancia, el fundamento está en la filosofía neoplatónica que defendía la emanación de sustancias espirituales directamente del Uno o Dios. El Kuzarí la escribió en árabe con el título de Libro de la prueba y del fundamento sobre la defensa de la religión menospreciada, traducido luego al hebreo por Yehuda ibn Tibbon. Responde al ambiente polémico religioso medieval y es una defensa de la religión judía, un canto de su excelencia sobre las demás, a las que reconoce también cosas buenas.

## Obra
- Antología poética. Traducida del hebreo. Altalena Editores, S.A. Madrid, 1983. ISBN 84-7475-152-7
- Lírica religiosa y cantos de Sion. Ediciones EGA, S.L. Bilbao, 1993. ISBN 84-7726-088-5
- Nueva antología poética. Traducida del hebreo (tr. Rosa Castillo). Ediciones Hiperión, S.L. Madrid, 1997. ISBN 84-7517-531-7
- Poemas. Traducida del hebreo (tr. Ángel Sáenz-Badillos y Judith Targarona) Ediciones Alfaguara, S.A.-Grupo Santillana. Madrid, 1994. ISBN 84-204-2817-5
- Haizearen hegaletan = Sobre las alas del viento: antología poética Traducida del vascuence, original en hebreo (tr. Xabier Kintana) Real Academia de la Lengua Vasca = Euskaltzaindia. Bilbao, 2002. ISBN 84-95438-07-0
- Poesía hispanohebrea Tudelana. (Yehuda ha-Levi y Abraham b. Meir Ibn Ezra) Ediciones y Libros, S.A. Pamplona, 2003. ISBN 84-85112-99-7
- Cuzary : libro de la prueba y de la demostración en defensa de la religión menospreciada. Traducida del hebreo (tr. Núria García i Amat y AlbertSoriano i Blasco). Ediciones Indigo. Barcelona, 2001 ISBN 84-89768-51-X